# هيرونيموس شولتس
هيرونيموس شولتس (بالألمانية: Hieronymus Schulz)‏ (و. 1460 – 1522 م) هو كاهن كاثوليكي ألماني، توفي في فيتشتوك، عن عمر يناهز 62 عاماً.

## مناصب
تولى منصب أسقف كاثوليكي
- مطران  [لغات أخرى]‏
- مطران  [لغات أخرى]‏

.